# Долха (деревня)
Долха (пол. Dołha) — деревня в Бяльском повете Люблинского воеводства Польши. Входит в состав гмины Дрелюв. По данным переписи 2011 года, в деревне проживало 490 человек.

## География
Деревня расположена на востоке Польши, при железнодорожной линии Варшава-Западная — Тересполь, к югу от реки Кшны, на расстоянии приблизительно 14 километров к западу от города Бяла-Подляска, административного центра повета. Абсолютная высота — 143 метра над уровнем моря. К северу от населённого пункта проходит национальная автодорога 2.

## История
Согласно «Справочной книжке Седлецкой губернии на 1875 год» деревня входила в состав гмины Жероцин Радинского уезда Седлецкой губернии. В период с 1975 по 1998 годы входила в состав Бяльскоподляского воеводства.

## Население
Демографическая структура по состоянию на 31 марта 2011 года:
|         | Всего | До трудоспособного возраста | Трудоспособного возраста | Старше трудоспособного возраста |
| ------- | ----- | --------------------------- | ------------------------ | ------------------------------- |
| Мужчины | 242   | 65                          | 152                      | 25                              |
| Женщины | 248   | 58                          | 128                      | 62                              |
| Всего   | 490   | 123                         | 280                      | 87                              |